# Estrella de Puebla
La Estrella de Puebla es una noria turística ubicada en la ciudad de Puebla de Zaragoza, en Puebla, México. Fue inaugurada el 22 de julio de 2013 por el gobernador Rafael Moreno Valle Rosas. La rueda recibió la acreditación del récord Guinness como la rueda de observación portátil más grande del mundo, con un diámetro de 69.8 metros y una altura de 80 metros (no confundir con el título de la rueda de observación fija más grande del mundo, que ostenta la Singapore Flyer de Singapur, con 165 metros de altura). 
La Estrella de Puebla forma parte de un complejo en la zona que incluye al Parque Lineal, el Jardín del Arte, el Ecoparque Metropolitano, el Paseo del Río Atoyac, así como el Museo Internacional del Barroco.

## Características
La Estrella de Puebla es una rueda modelo R80XL de la marca alemana Maurer German Wheels GmbH. Su altura aproximada es de 80 metros, tiene 54 góndolas con una capacidad de ocho pasajeros cada una.  Cuenta con cuatro góndolas de lujo, las cuales poseen piso de vidrio y asientos de piel. El tiempo promedio del recorrido de la rueda es de tres vueltas por hora.
La rueda es transportable ya que es posible armarla y desarmarla sin cambiar su estructura; pudiéndola colocar en un contenedor común. Asimismo no requiere cimientos para ser instalada.

## Antecedentes
En enero de 2013, se dio a conocer que el gobernador Rafael Moreno Valle estaba evaluando la posibilidad de instalar una rueda de observación en la ciudad de Puebla como parte de los festejos del 151 aniversario de la Batalla de Puebla. Ese mismo mes, se confirmó que el gobierno de Puebla había adquirido una rueda modelo R80XL Archivado el 14 de agosto de 2015 en Wayback Machine. a la empresa alemana Maurer German Wheels GmbH por una cifra no revelada.
El proyecto original consistió en instalar la rueda de observación en la zona histórica del Paseo Bravo, pero académicos e investigadores del INAH se opusieron a la construcción en dicha zona. El proyecto se movió al Centro Escolar Niños Héroes de Chapultepec (CENHCH), donde también fue blanco de protestas por parte de la ciudadanía ya que el CENHCH es una escuela educativa con alumnos desde los 3 años hasta los 18.
Finalmente, Moreno Valle decidió que la rueda de observación sería instalada en la ubicación actual, un predio dentro de la zona comercial Angelópolis. Después de su construcción muchos habitantes de la zona estaba inconformes ya que su consumo eléctrico provocaba apagones en gran parte de la zona aledaña. Sin embargo, con el tiempo esos fallos de resolvieron. En junio de 2013, se bautizó oficialmente como Estrella de Puebla.
La Estrella de Puebla fue inaugurada el 22 de julio de 2013 por el gobernador Rafael Moreno Valle Rosas.

## Polémicas
La Estrella de Puebla ha sido criticada por el costo del proyecto, el cual ascendió a 200 millones de pesos para la compra de la rueda y 200 millones para el resto de las adecuaciones de la zona. También ha sido señalada por su opacidad, pues el gobierno no respondió a las solicitudes de información pública, ya que esos datos fueron considerados de carácter reservado por la administración del entonces gobernador Moreno Valle.
La Estrella de Puebla también fue señalada por una avería sufrida el 29 de julio de 2013, una semana después de ser inaugurada, atribuida por el gobierno al sistema de frenado. El percance obligó a las autoridades a evacuar a los usuarios de la rueda y al cierre temporal de la atracción turística.
En septiembre de 2015, se dio a conocer que la Estrella de Puebla ha tenido un gasto por concepto de energía eléctrica que asciende a 2.75 millones de pesos durante sus dos años de funcionamiento.

### Impacto económico
No existen cifras certeras sobre la derrama económica de la Estrella de Puebla. De acuerdo con Alejandro Cañedo, Secretario de Turismo del Ayuntamiento de Puebla, en julio de 2015 se desconocía la cantidad de personas (nacionales y extranjeras) que habían tenido acceso a la noria. En esas fechas, la Estrella de Puebla se ubicaba en el quinto sitio de las atracciones turísticas más visitadas del estado, por debajo de la Catedral de Puebla, la Capilla de la Virgen del Rosario en el Templo de Santo Domingo, el Señor de las Maravillas en el Templo de Santa Mónica, y el zoológico Africam Safari.
En septiembre de 2015, el Secretario de Turismo del Estado de Puebla, Ángel Trawitz, indicó que la Estrella de Puebla ha incrementado en 40% las visitas a los restaurantes aledaños y la calificó como "referente turístico". Sin embargo, señaló que se desconoce el número exacto de visitantes diarios a la noria, mismo que fue calculado en 300 por día en una investigación periodística de un diario local. Esta cifra representa alrededor de 85% menos que el promedio diario indicado por el gobierno estatal en los primeros cinco meses de funcionamiento de la noria (2,300 por día).

## Galería de imágenes

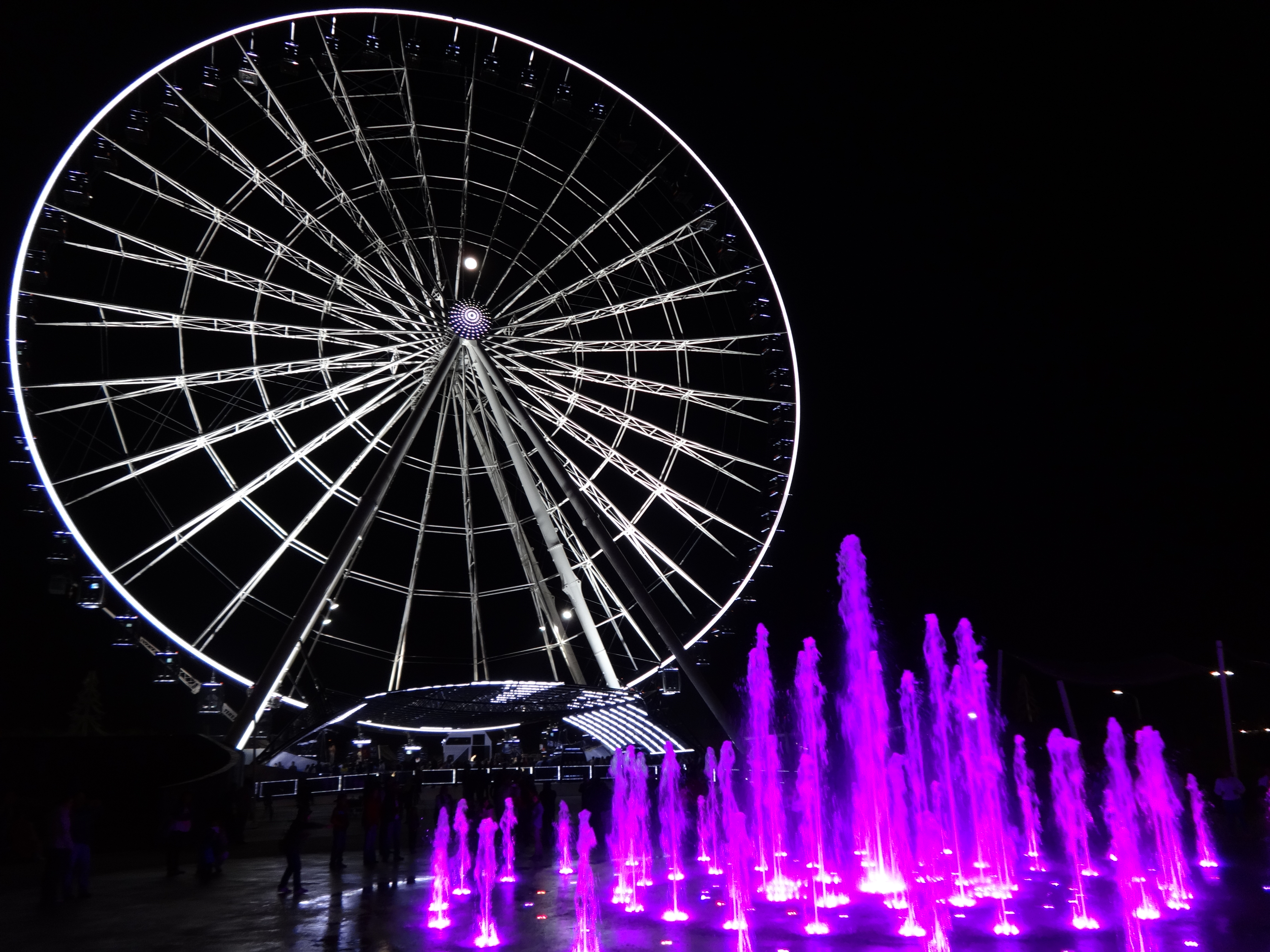
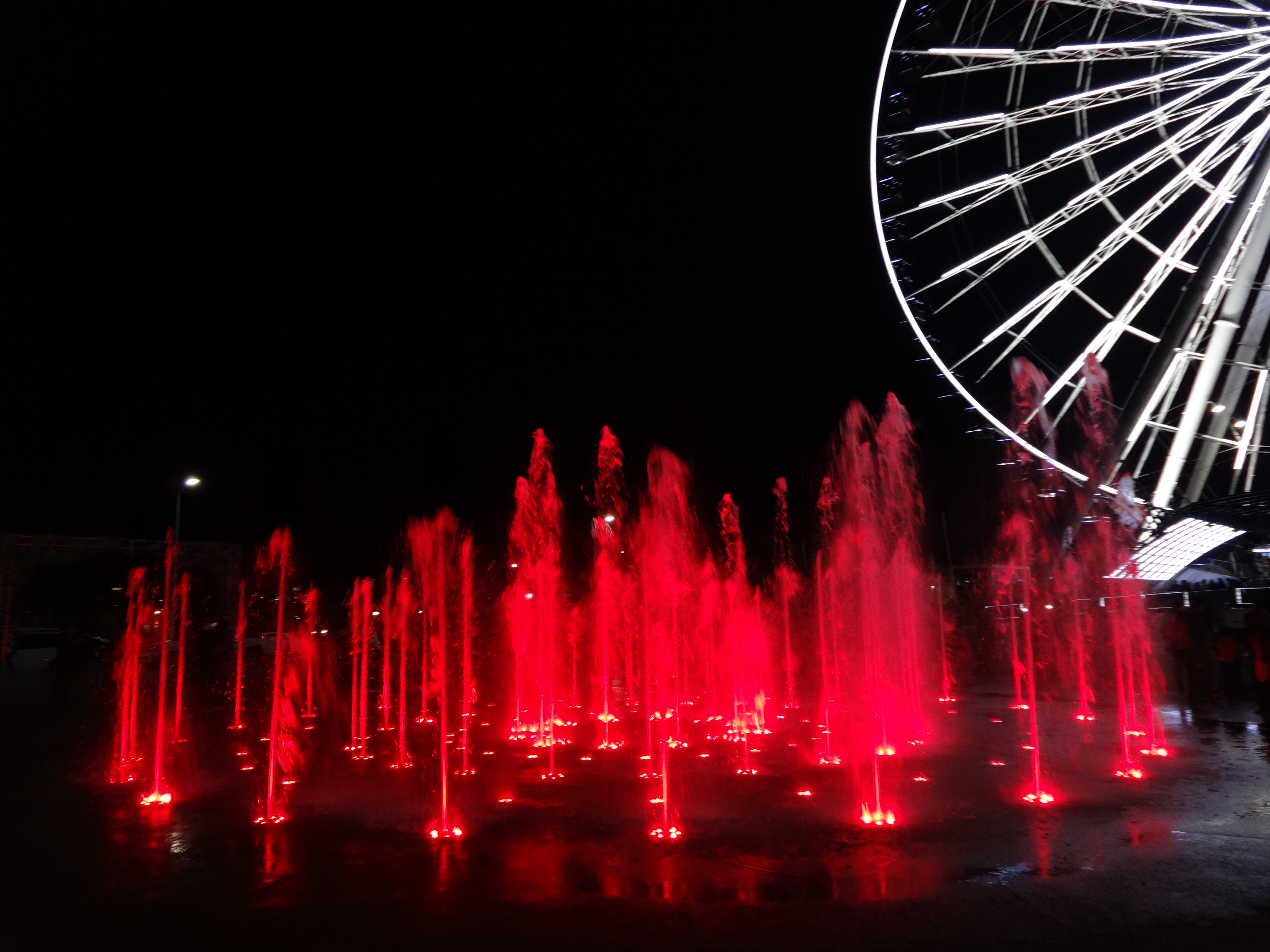
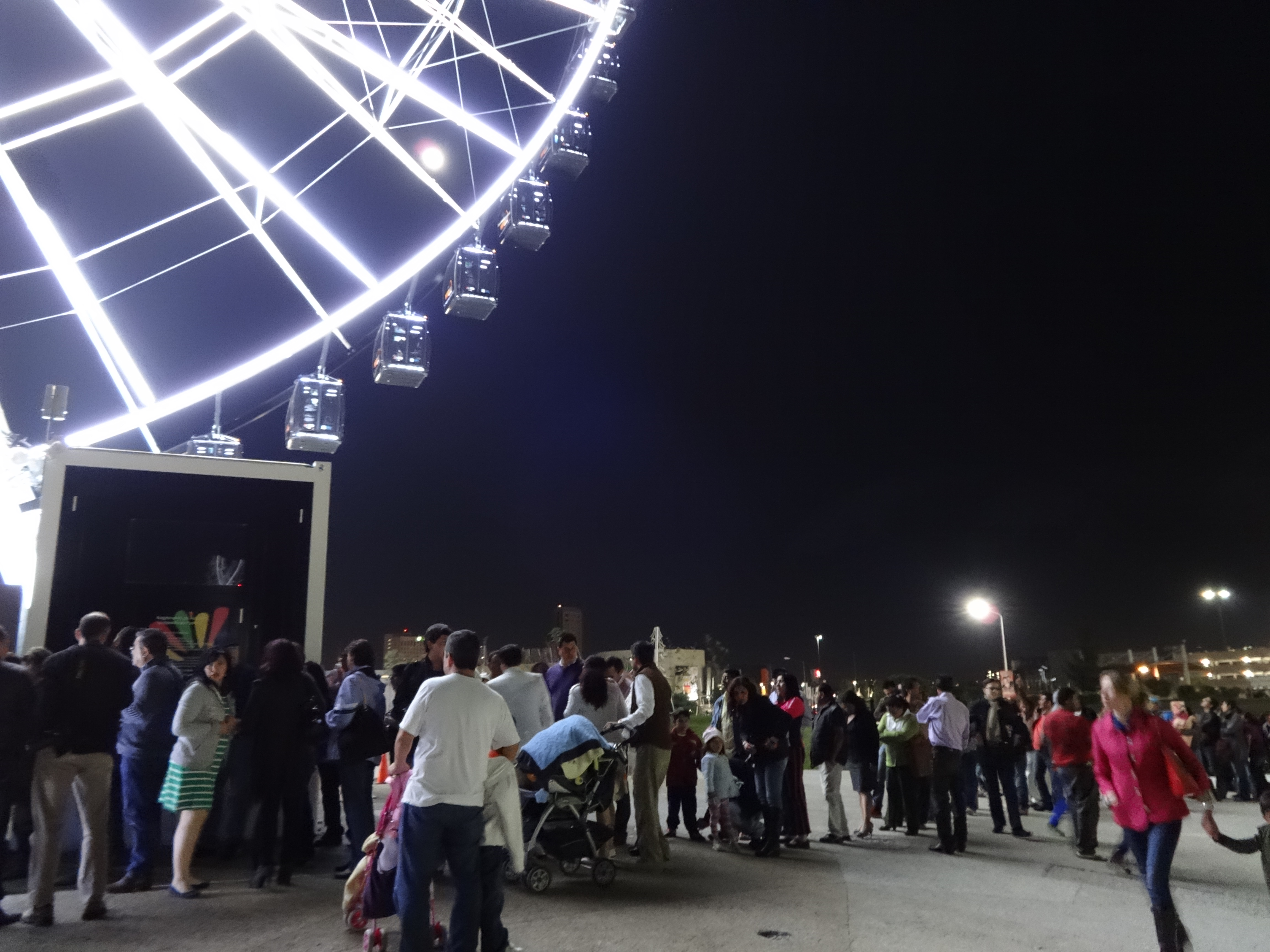
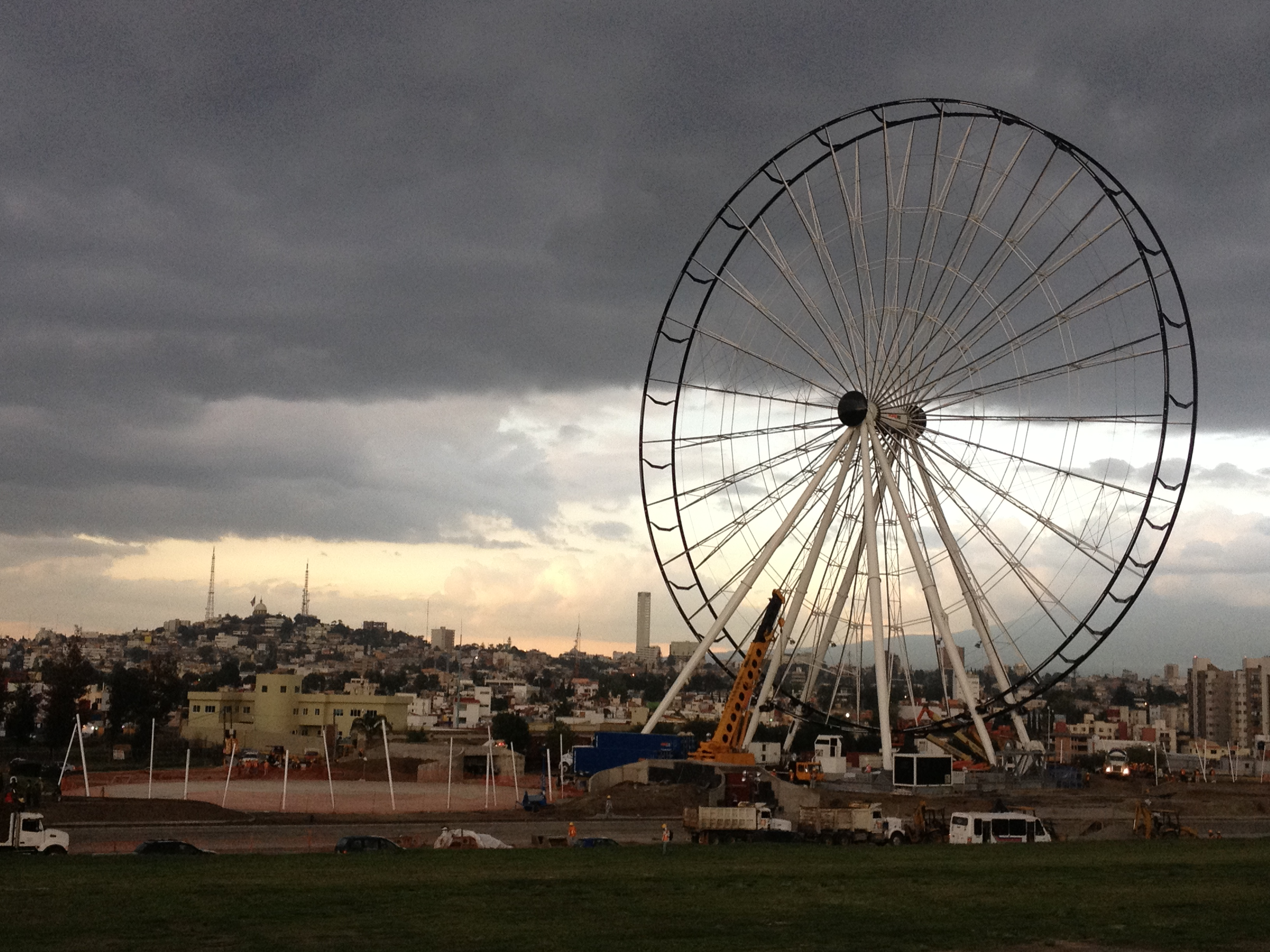
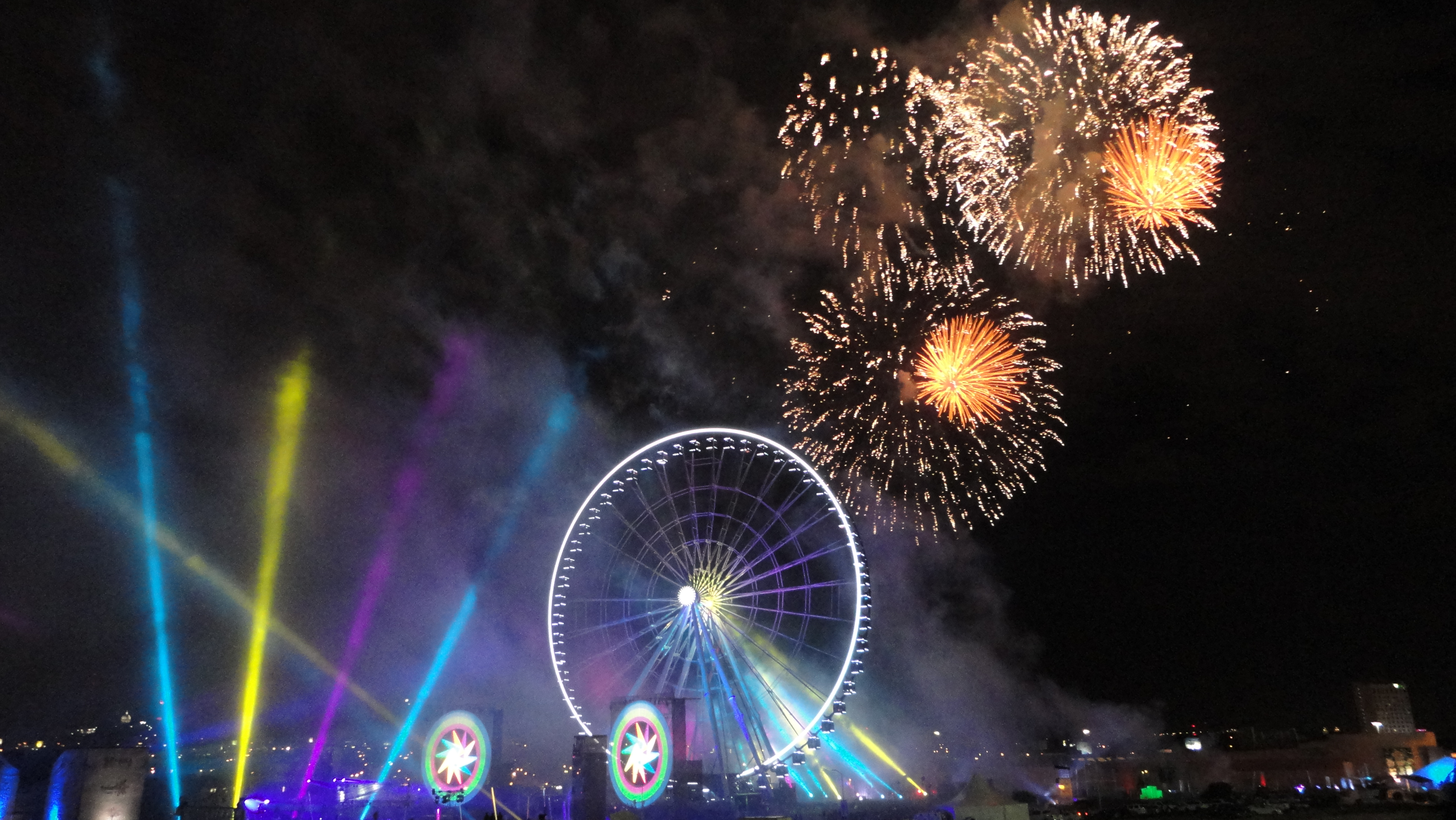
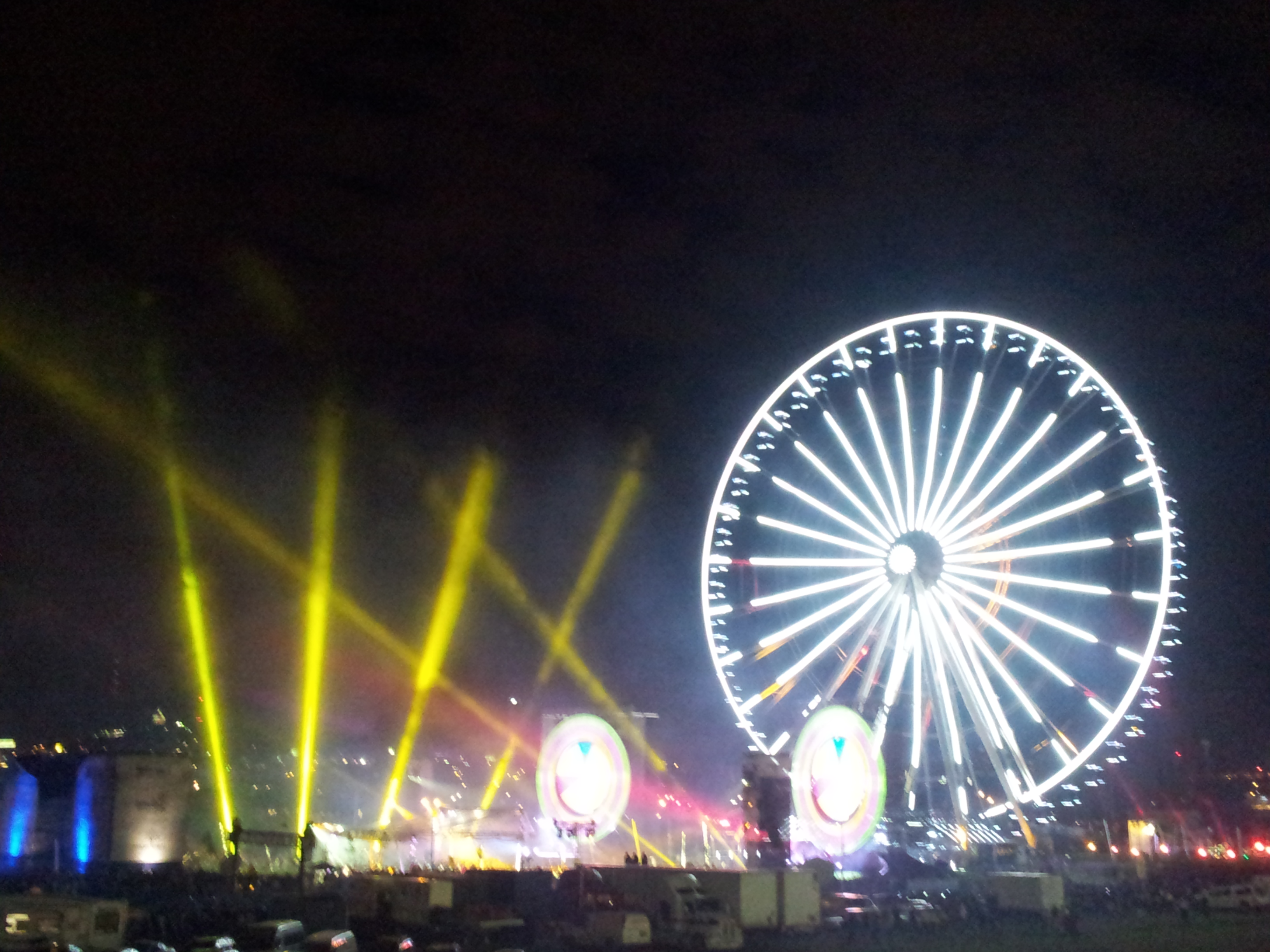
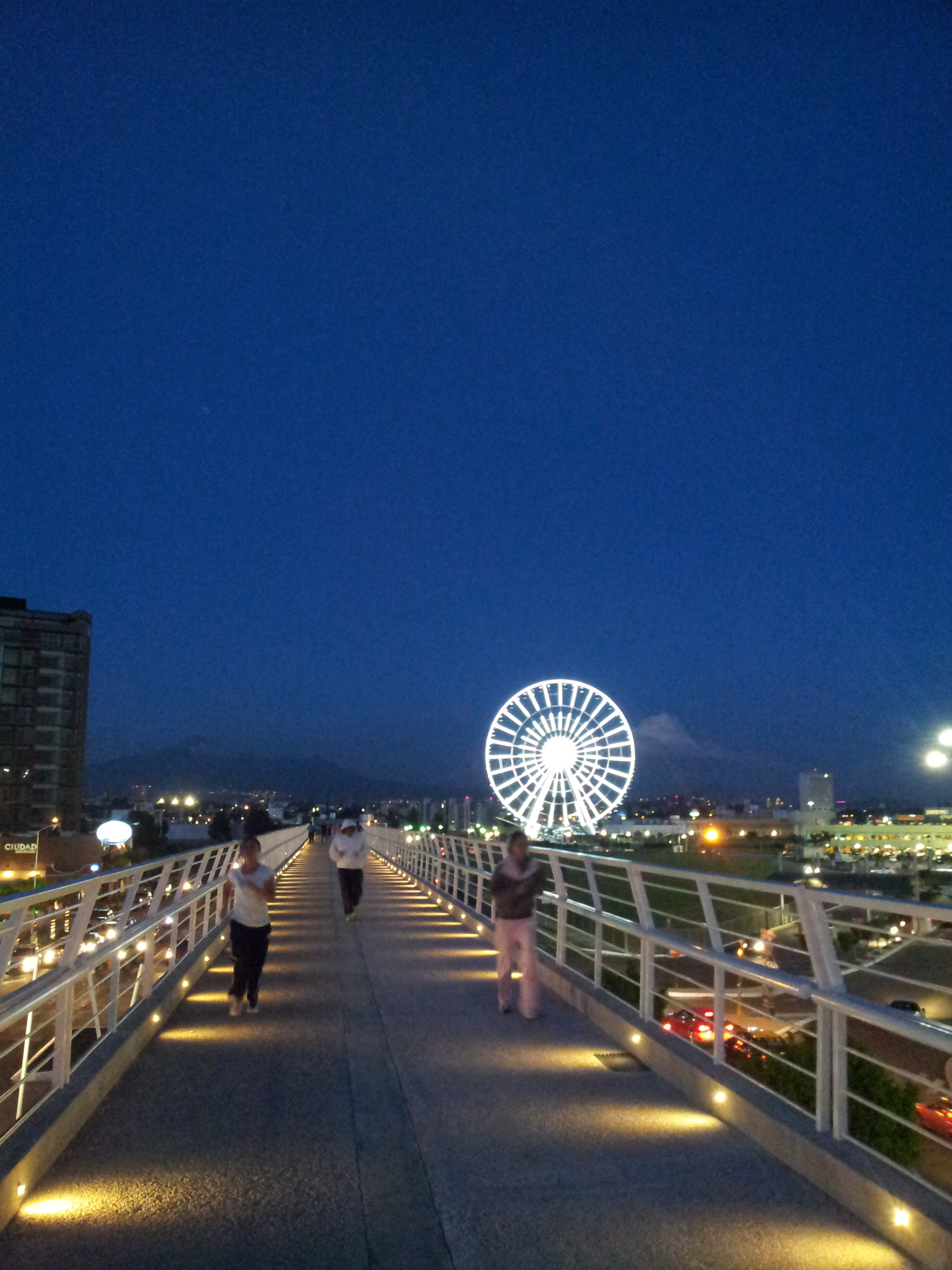
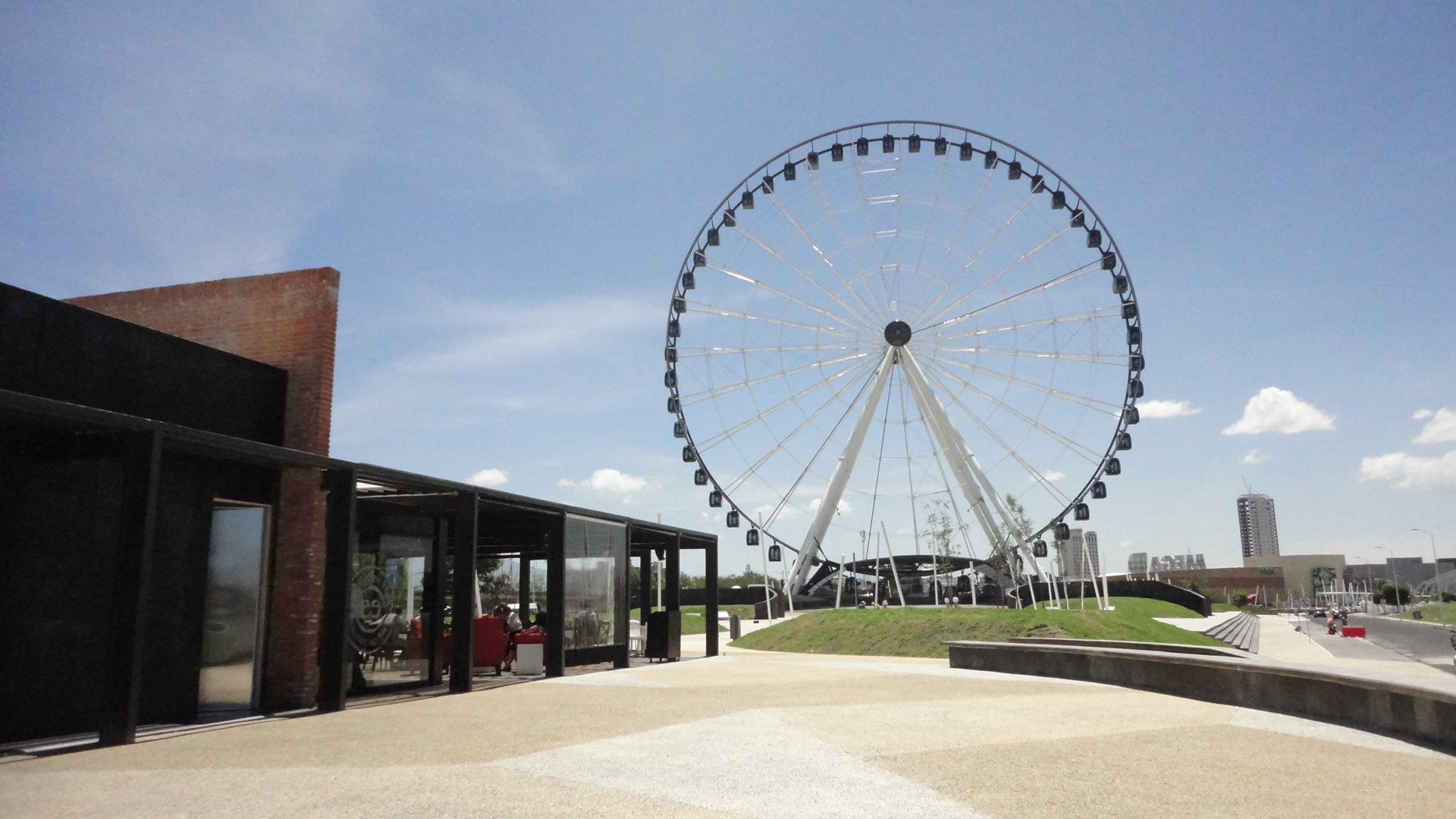
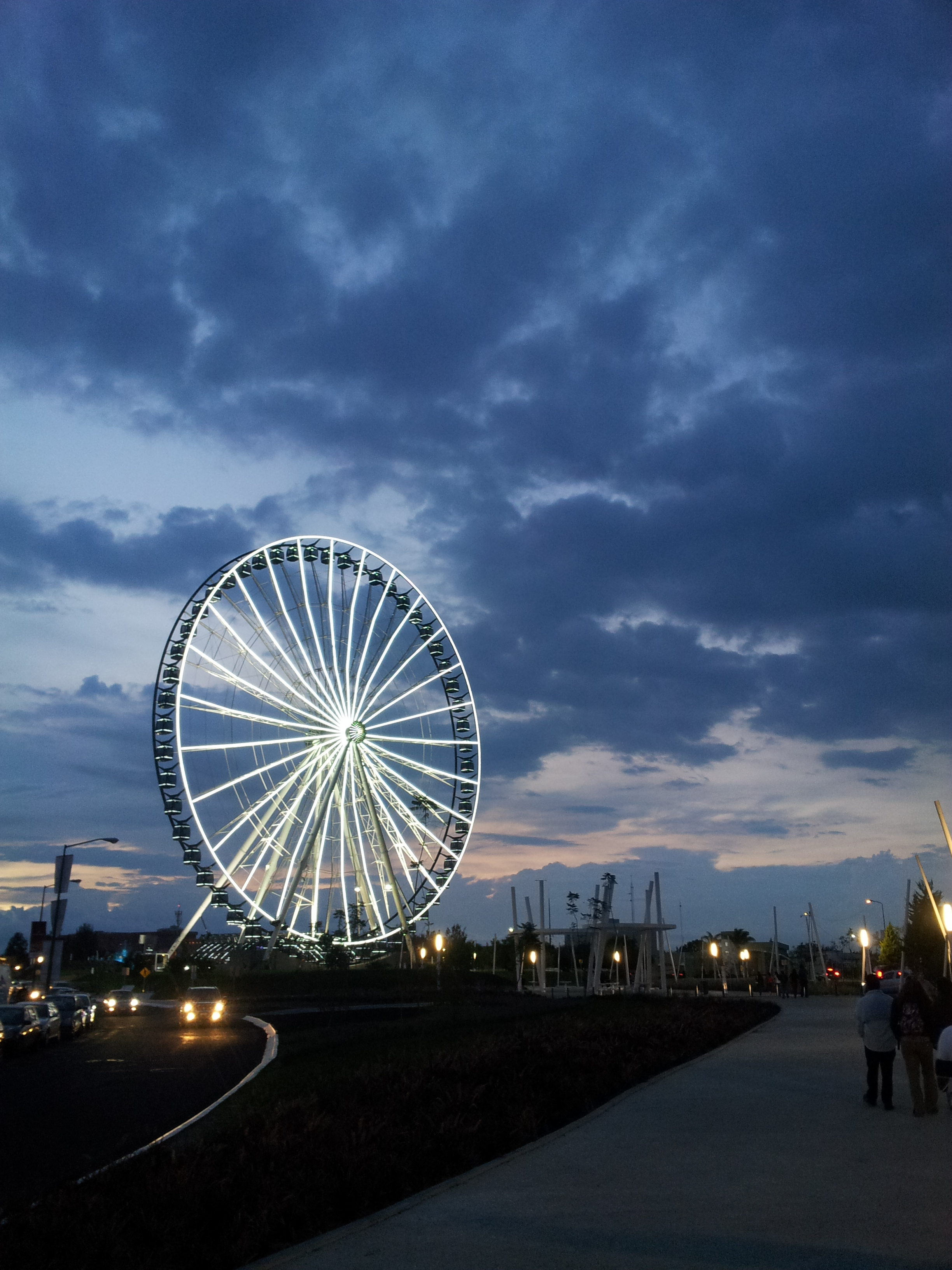
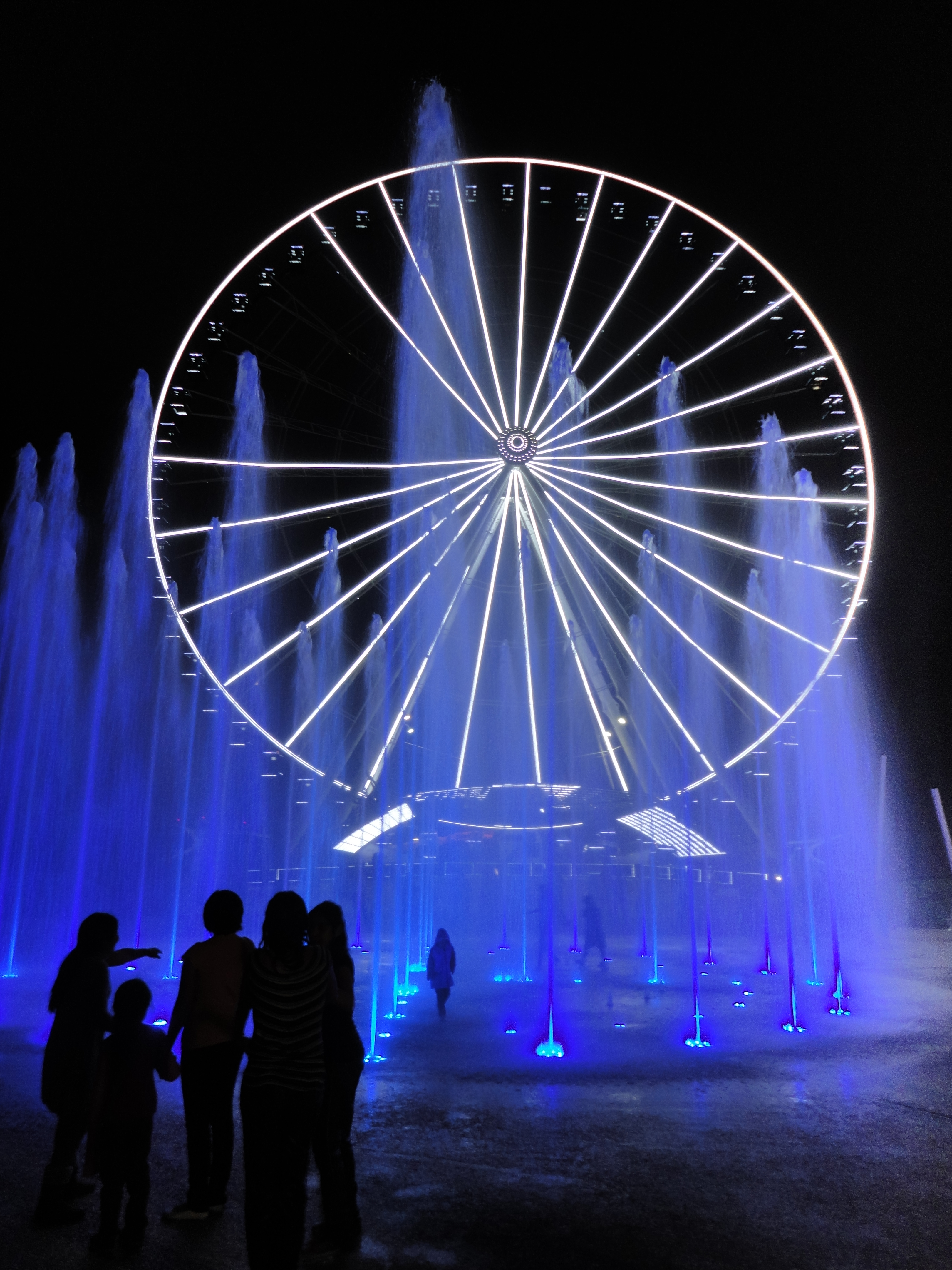
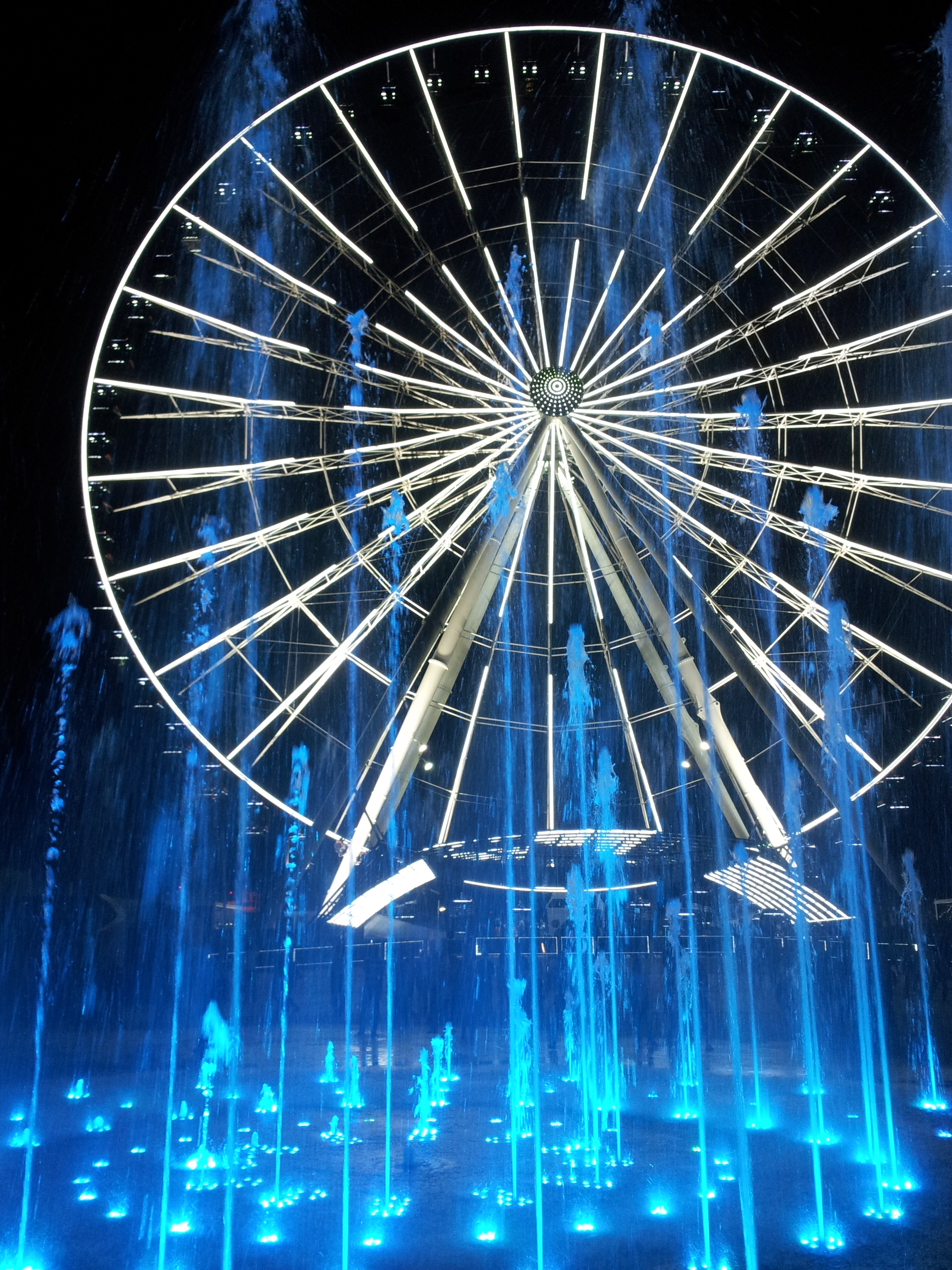
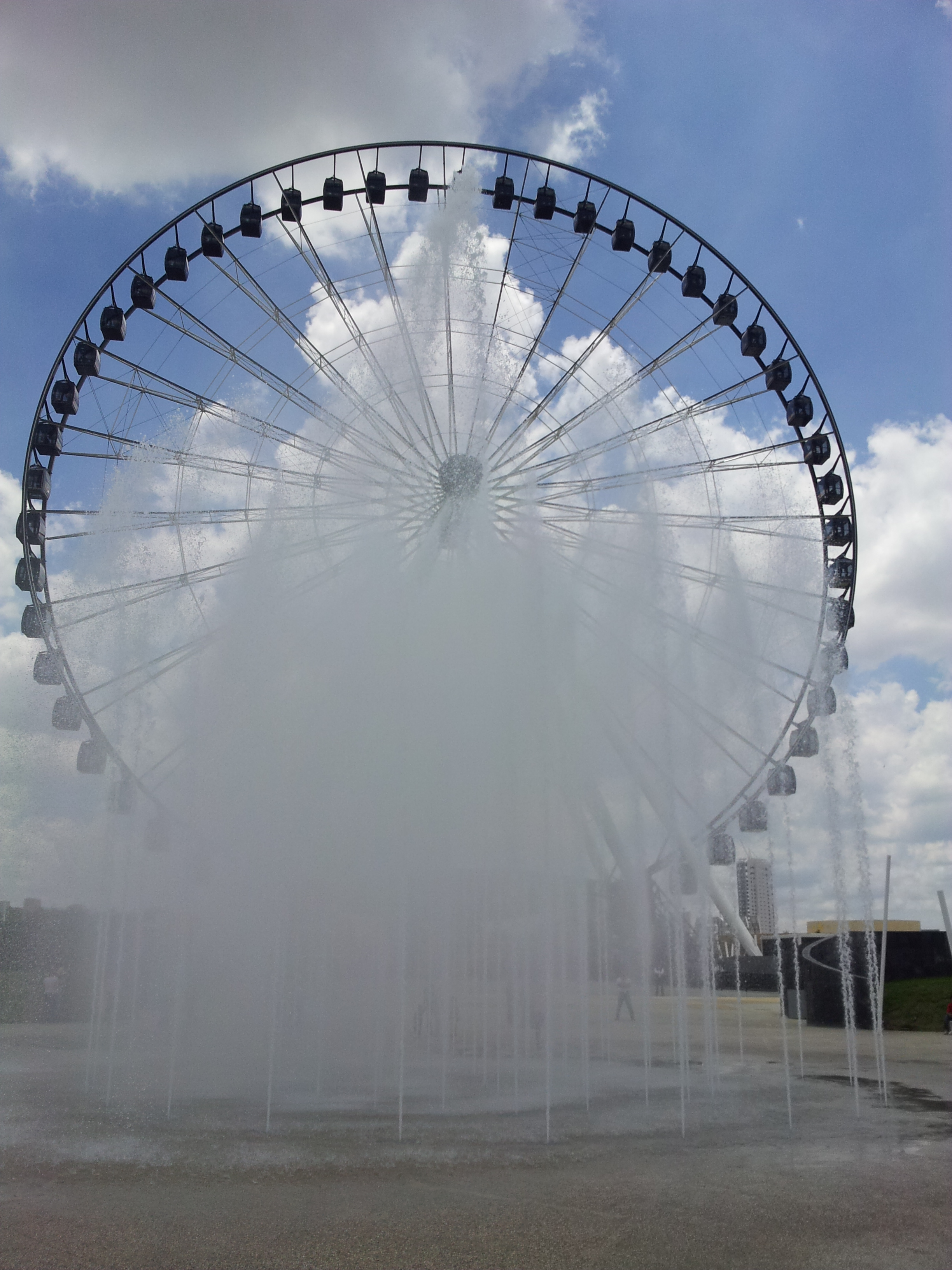
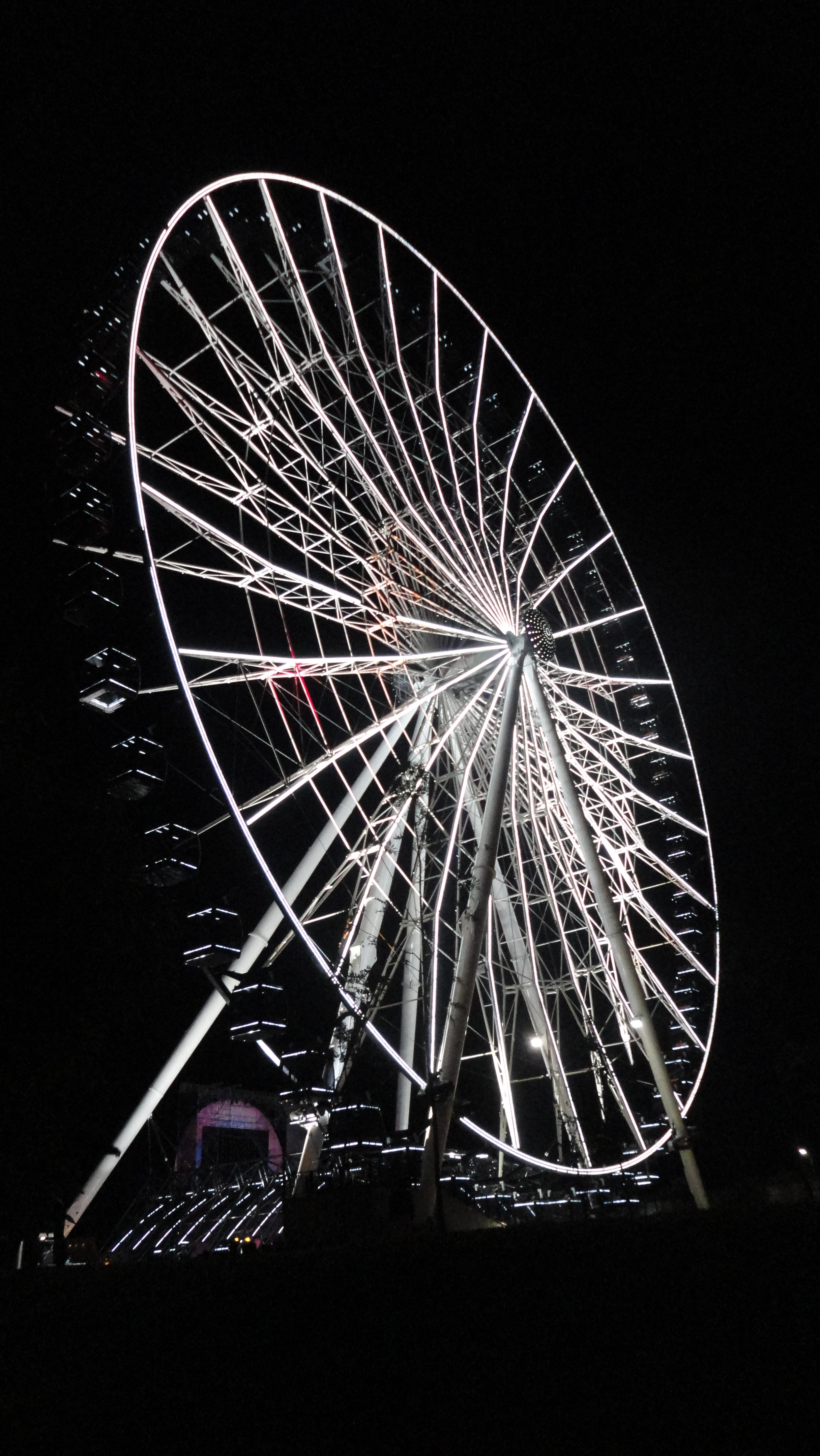
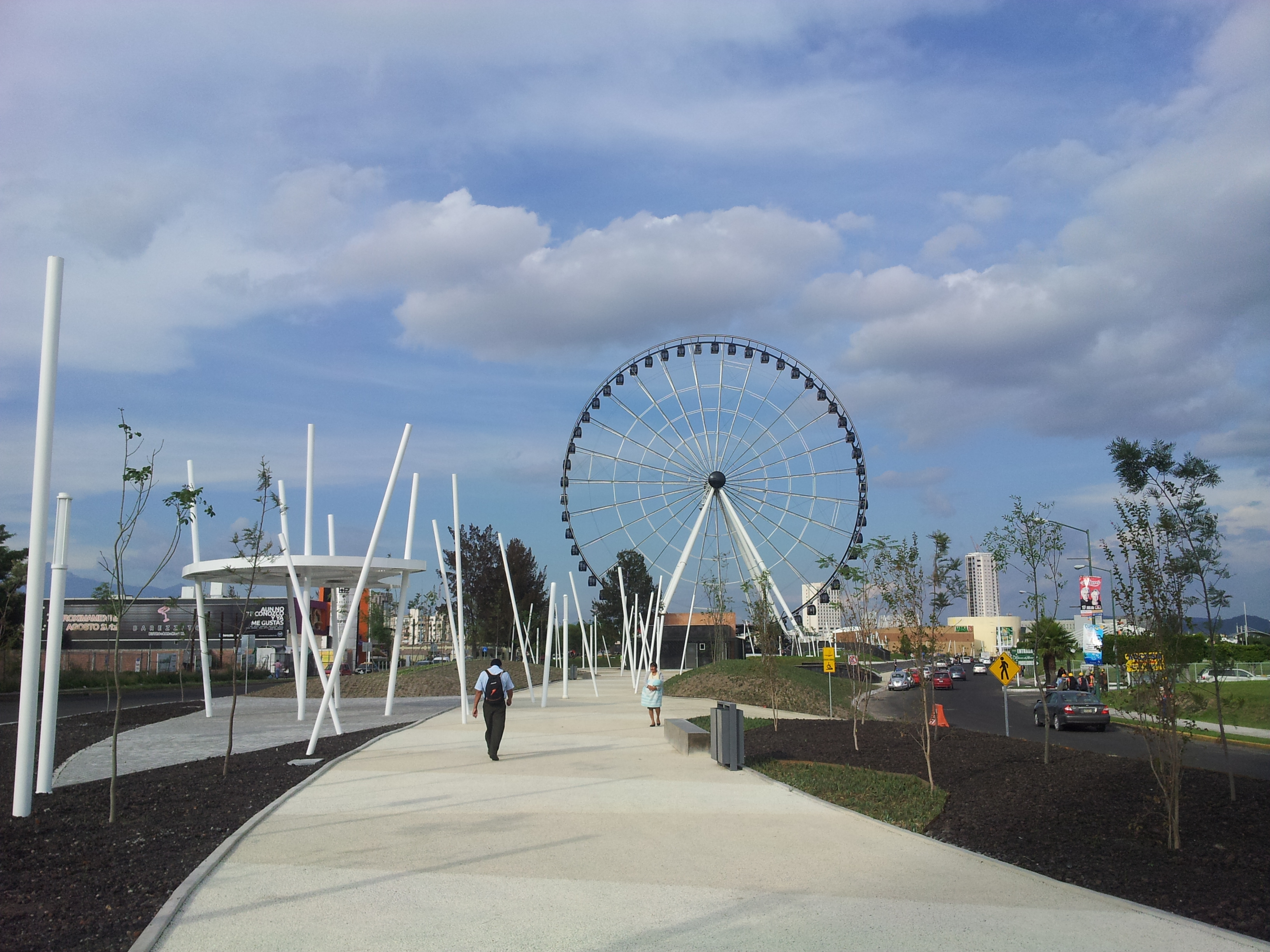
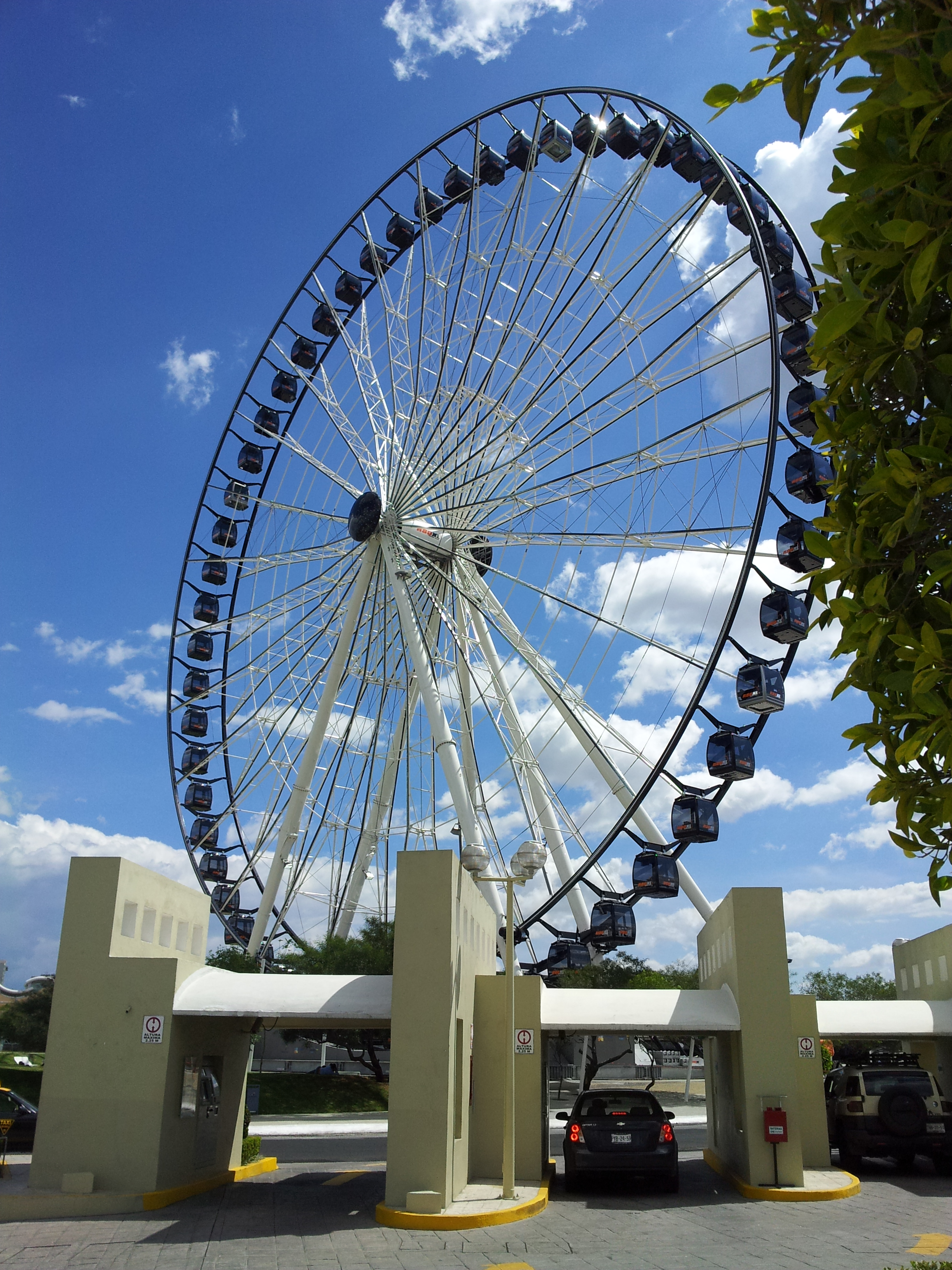
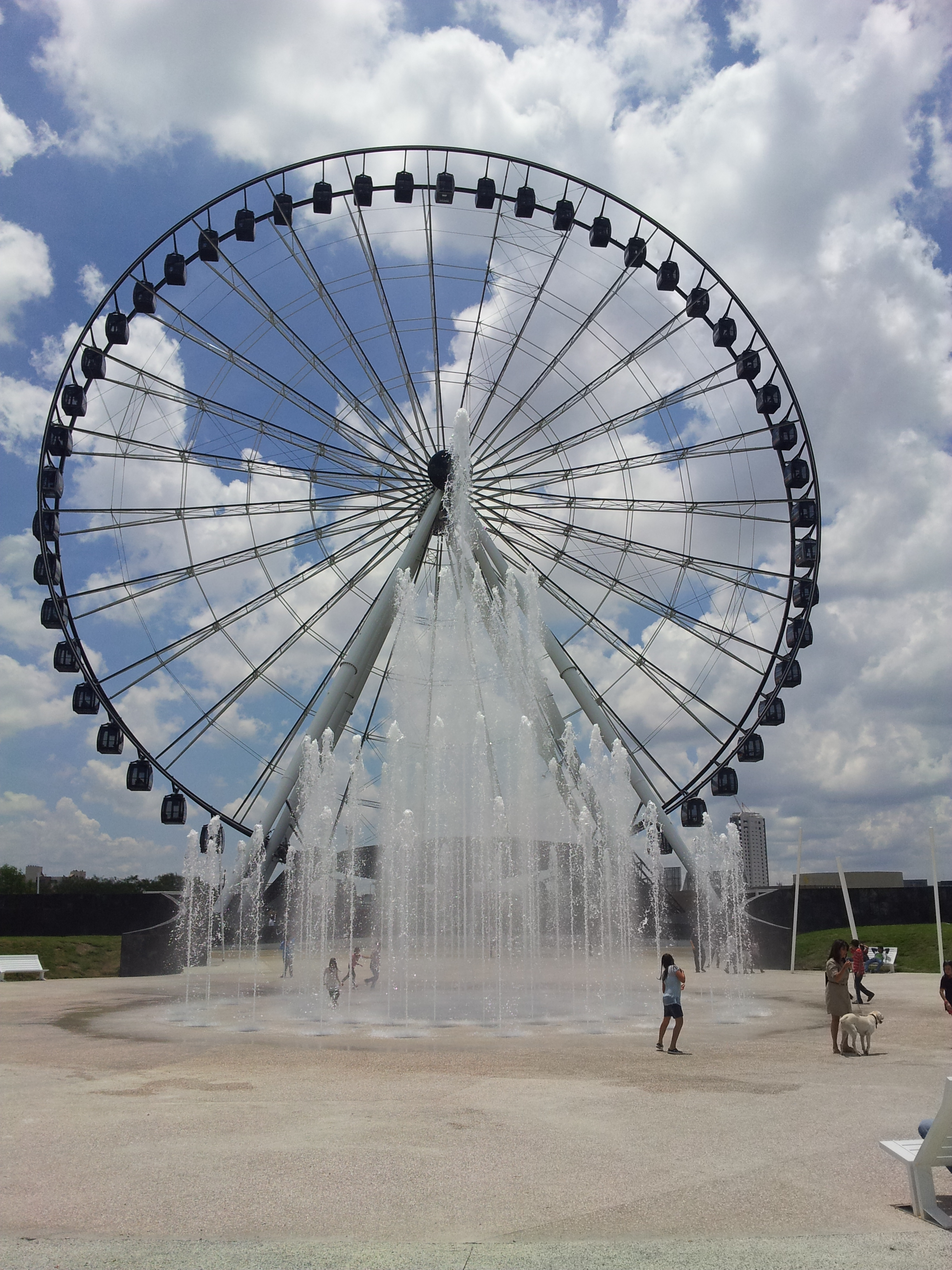